# Jacques Foccart
Pour les articles homonymes, voir Foccart.
Jacques Foccart, né Jacques Koch-Foccart le 31 août 1913 à Ambrières-les-Vallées (Mayenne) et mort le 19 mars 1997 à Paris 17e, est un homme d'affaires et un homme politique français.
Ancien résistant, gaulliste historique, il a mené diverses activités commerciales avant de devenir secrétaire général de l'Élysée aux affaires africaines et malgaches de 1960 à 1974 sous le général de Gaulle puis sous Georges Pompidou, devenant un personnage central de cette politique qui sera désignée plus tard sous le nom de « Françafrique ».
Considéré comme un des hommes de l'ombre du gaullisme, il utilise toutes les méthodes pour contrôler ou étouffer l'opposition. Il s'emploie à être l'influent ami des chefs d'État, recourant aussi aux méthodes les plus brutales, comme celles du SAC.

## Biographie

### Origines familiales et enfance
Jacques Foccart naît en Mayenne en 1913. Il est le fils de Guillaume Koch-Foccart (1876-1925) — planteur-exportateur de bananes, consul de Monaco en Guadeloupe, maire de Gourbeyre (Guadeloupe) de 1908 à 1921 — et d'Elmire Courtemanche de la Clémandière, une béké guadeloupéenne issue d'une famille très fortunée. Son grand-père, Louis Koch-Foccart (1840-1916) est conseiller d'arrondissement conservateur du canton d'Ambrières-les-Vallées (1877-1892 et 1898-1910).
Jacques Foccart grandit dans le château du Tertre mayennais jusqu'à l'âge de 3 ans alors que ses parents sont repartis en Guadeloupe. En 1916, son père, revenu en France pour la mort de son propre père, emmène son fils avec lui en Guadeloupe. Il a 6 ans lorsqu’il revient en métropole avec ses parents. Jacques Foccart conserve ensuite des liens forts avec cette colonie, devenue département d'outre-mer en 1946. Son père meurt l’année de ses 12 ans. Élève du lycée de l'Immaculée-Conception à Laval d'avril 1921 à avril 1935, il entre dans la vie professionnelle comme prospecteur commercial chez Renault. Il est ensuite employé dans une société commerciale d'import-export qui traite avec l'outre-mer.

### Seconde Guerre mondiale
Après son service militaire effectué dans les années 1930, Jacques Foccart devient sergent de réserve. Il est mobilisé à la caserne Chanzy de Châlons-sur-Marne en août 1939 comme sous-officier à l'état-major de l'aviation. Démobilisé en août 1940 à Agen à la suite de l'armistice de juin, il regagne Paris.

#### Liens avec l'Organisation Todt
En 1941, Jacques Foccart fonde avec une de ses relations de service militaire, Henri Tournet, une importante affaire d'exploitation de bois à La Forêterie, lieu-dit de la commune de Rânes (Orne). Pour la coupe de soixante hectares de bois, il fait travailler une équipe importante : le bois est en particulier destiné à la production du charbon de bois, carburant des véhicules à gazogène, indispensable pendant cette période de restrictions. L'entreprise travaille d'abord avec Citroën afin d'alimenter ses gazogènes, étend ensuite son domaine forestier avec cent hectares, achetés à un minotier à l’automne 1942, puis avec l'achat d'une grande coupe de bois, vendue par le châtelain local Claude Richard,.
À l'automne 1942 il commence, par l'entremise de Georges Desprez, à travailler pour les Allemands : deux convois sont livrés chaque semaine — grâce à des intermédiaires — à l'Organisation Todt, avec laquelle il a établi des relations commerciales.
En 1943 l'Organisation Todt suspecte Jacques Foccart, Henri Tournet et Georges Desprez d'escroquerie. Foccart et son associé sont écroués en août 1943 à Argentan et à Saint-Malo. Ils sont libérés après quelques jours de détention moyennant le paiement d’une caution d'un million de francs de l’époque ; leur entreprise est en outre réquisitionnée.
Ultérieurement, la police judiciaire de Rouen enquête sur la possible implication de Jacques Foccart et d'Henri Tournet dans l'assassinat en 1944 de François Van Aerden, ancien agent consulaire de Belgique au Havre, qui aurait été témoin d'un trafic entre leur entreprise et un officier de l'Organisation Todt. En l'absence d'éléments matériels probants, le dossier est classé sans suite.

#### Résistance
En 1942 Jacques Foccart prend contact avec la Résistance sur sa terre natale en Mayenne. Adjoint de Régis des Plas pour le réseau Action Plan Tortue pour la zone Centre et Sud, il structure le réseau Action-Tortue Foccart avec un poste de commandement à Rânes et un centre de liaison à Ambrières-les-Vallées en Mayenne.
Le nom de Foccart est évoqué, en 1953, par le SRPJ de Rouen comme étant lié à deux énigmes criminelles datant de 1944, l'affaire François Van Aerden (voir supra) à Rânes et l'affaire Émile Buffon à Joué-du-Plain.
Pendant une fuite à Paris il crée le 16 mai 1944 sous son propre nom une affaire dont l'objet est « commission-importation-exportation ». Ce commerce prend le nom de « Safiex » le 16 octobre 1945, et reste ultérieurement la base de l'activité professionnelle de Jacques Foccart.

#### Libération
Il prend part à la bataille de Normandie avec son groupe de résistance en harcelant les Allemands. Traqué à nouveau, il se replie en Mayenne avec deux aviateurs américains qu'il conduit à la rencontre des avant-gardes de l'Armée française de la Libération. Entre la mi-juillet et fin août 1944, il rejoint une division américaine et devient commandant.
À la libération de Paris, Jacques Foccart intègre les services de renseignement de l'État : la Direction générale des études et recherches (DGER, futur SDECE) dirigés par Jacques Soustelle, un gaulliste historique. Il dirige un temps à Angers la IVe région militaire où il succède au commandant Jean-François Clouet des Pesruches.

#### Missions spéciales
Jacques Foccart participe à l'opération Vicarage, dans le cadre de la Special Allied Airborne Reconnaissance Force. Il indique avoir rejoint l’Angleterre au mois d'août 1944 pour y rejoindre les services spéciaux alliés avec le grade de lieutenant-colonel.
Selon son biographe Pierre Péan, c'est en fait en avril 1945 que Jacques Foccart participe à cette opération. Pour Pierre Péan, Jacques Foccart navigue entre l'Ouest de la France et Paris, avant d'être affecté le 1er octobre 1944 à la Compagnie de services no 1 de la DGER, et les services spéciaux qui deviendront la SDECE. Il se démène jusqu'à la fin de mars 1945 pour récupérer sa caution d'un million de francs que M. Courballée, patron de la « Société franco-belge de courtage et de gestion » avait prêtée pour permettre à Jacques Foccart et Henri Tournet de sortir de la prison de Saint-Malo le 24 août 1943. Le remboursement de la caution est effectué par l'État sous le maintien du secret absolu des activités de Foccart et Tournet entre l'automne 1942 et le 24 août 1943. Le paiement est effectué par l'État le 18 décembre 1945.
Gaulliste indiscutable, à l'automne 1944, il est au bureau de la Mission des liaisons de l'inspection des armées, dirigée à Paris par Jacques Chaban-Delmas. Rejoint par Tournet, il mène des missions spéciales en compagnie de celui-ci, Clouet des Pesruches et Lebert.
Démobilisé le 1er juin 1945, il lance son affaire d'import-export spécialisée dans les produits antillais, tout en conservant son exploitation forestière, et est employé dans l'administration au ministère du ravitaillement.

### Entrée en politique
Jacques Foccart soutient Jacques Soustelle, « parachuté » en Mayenne, en 1945. Il est candidat de l'Union démocratique et socialiste de la Résistance (UDSR) sur une liste composée de trois résistants : Jacques Soustelle, Francis Le Basser et lui-même en troisième position. Seul Soustelle est élu.
Il devient un des hommes de confiance du général de Gaulle, chargé de missions politiques essentielles et délicates. Entre 1947 et 1954, par exemple, il est responsable de l'implantation du RPF aux Antilles et en Guyane où il effectue plusieurs déplacements et noue de solides amitiés dans les milieux politiques de ces départements d'outre-mer. Il publie pendant une dizaine d'années, d'octobre 1949 à décembre 1958, un bulletin hebdomadaire (puis bimensuel) envoyé aux adhérents du RPF installés outre-mer.
Dans le secteur de l'import-export, il entretient de nombreuses relations dans les milieux d'affaires implantés dans les colonies. Il siège à partir de 1950 à l'Assemblée de l'Union française à Paris. Il y défend les intérêts des colons et s'oppose à l'idée d’autonomie pour les colonies françaises d'Afrique.
Sous la IVe République, il est membre du conseil national, puis secrétaire général adjoint, puis succède en 1954 à Louis Terrenoire comme secrétaire général du RPF, le parti politique créé par de Gaulle, où il travaille activement au retour du chef de la France libre au pouvoir. Il s'occupe des questions africaines au RPF dès 1954. Il est un des organisateurs de l'Opération Résurrection.
Membre fondateur du SAC avec Achille Peretti et Charles Pasqua, il est mis en cause[Par qui ?] comme principal responsable de l'assassinat de Robert Boulin en octobre 1979 (notamment dans le téléfilm Crime d’État de 2013), avec l'éventuelle complicité de collègues du SAC et de Jacques Chirac ; la motivation aurait été[réf. nécessaire] la crainte que Robert Boulin, alors ministre de Valéry Giscard d’Estaing, dévoilât un certain nombre de dossiers sur le financement du RPR.

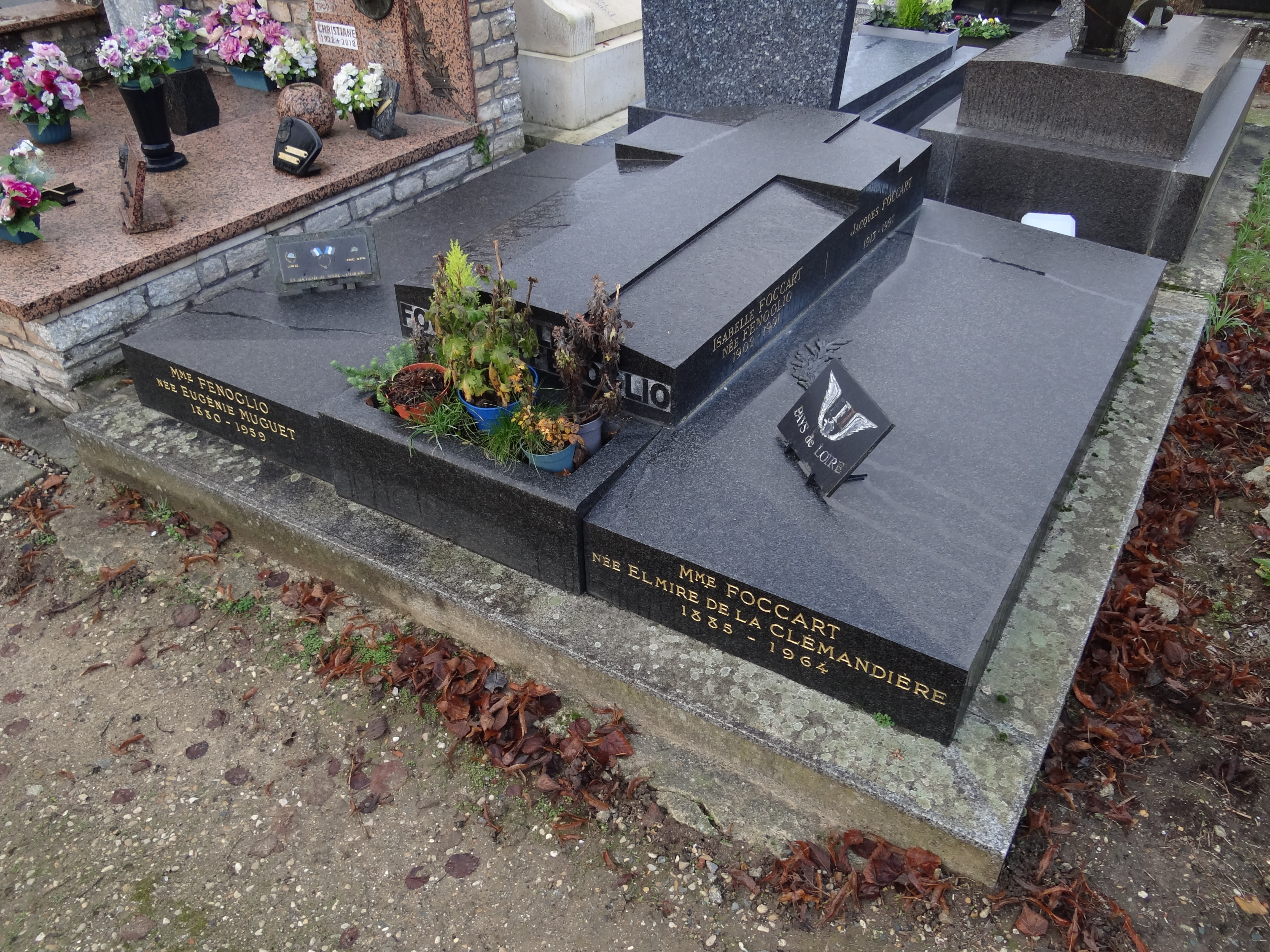
La tombe de Jacques Foccart au cimetière de Luzarches (Val-d'Oise).

## «Monsieur Afrique»

### Le contexte: la stratégie politique de la France et du bloc occidental
Avec l'indépendance de l'Algérie en 1962, la France perd l'exploitation du pétrole saharien. Charles de Gaulle, pour qui il n'y a pas de grande puissance sans indépendance énergétique, décide donc de se tourner vers les pays de l'ancien Empire colonial français en Afrique noire, qui regorgent de richesses minières et pétrolières. L'exploitation de ces ressources, qui s'effectue sur des cycles longs de 5 à 10 ans entre la découverte des gisements et la mise en service de l'exploitation, requiert dans les pays concernés une authentique stabilité politique si bien qu'est décidée une politique de soutien très active aux dirigeants particulièrement francophiles et dociles de ces pays devenus indépendants de la France en 1960.
Cette volonté politique forte est confortée par le souhait des pays de l'OTAN, dans le contexte de la guerre froide, de barrer la route de l'Afrique au communisme. Ainsi, la France est investie implicitement du rôle de « gendarme de l'Afrique », en échange de quoi son activisme énergétique particulièrement autoritaire est toléré.

### La mise en œuvre de la stratégie de la France en Afrique
Dès 1952, Jacques Foccart est coopté par le groupe sénatorial gaulliste pour participer à l'Union française, censée gérer les rapports de la France avec ses colonies. En 1953 il accompagne de Gaulle dans un périple africain durant lequel il fait la connaissance à Abidjan de Félix Houphouët-Boigny.
Il revient aux affaires en 1958, étant nommé par de Gaulle au poste de conseiller technique à l'hôtel Matignon, chargé des affaires africaines. À partir de 1959 il installe le secrétariat général pour la Communauté puis le secrétariat général à la présidence de la République pour les affaires africaines et malgaches, à l'hôtel de Noirmoutier, puis à partir de 1970 au 2 rue de l’Élysée.
Il s'affirme alors comme l'indispensable « Monsieur Afrique » du gaullisme, homme de l'ombre du général de Gaulle puis de Georges Pompidou, chargé avec Pierre Guillaumat, autre homme de base du gaullisme et PDG d'Elf d'organiser la politique africaine de la France.
Il orchestre avec efficacité et sans états d'âme le soutien des uns et la déstabilisation des autres, fort de moyens humains et financiers considérables. Il a en effet la haute main sur l'activité tant des services secrets que la diplomatie française en Afrique et peut compter sur les libéralités d'Elf. Il s'impose alors comme l'unique et exclusive courroie de transmission entre les chefs d'État français et africains à partir de 1964. Tous les mercredis, il avait un entretien téléphonique avec le président Houphouët-Boigny sur la situation de son pays et de l'Afrique francophone en général.
Il établit le Gabon, eldorado pétrolier de l'époque, comme pierre angulaire de la politique africaine de la France. Dans un premier temps, le président Léon Mba est ainsi activement aidé à structurer son administration, avant d'être ré-installé au pouvoir après un coup d'État militaire, puis entouré d'une garde présidentielle avant d'être invité à se doter d'un vice-président « prometteur » Omar Bongo.
Il est également considéré comme l'instigateur d'interventions militaires, de conspirations et coups d'État dans les autres pays de l'ancien Empire colonial français en Afrique. En Guinée, il appuie les opposants d'Ahmed Sékou Touré ; au Congo-Kinshasa, il soutient le maréchal Mobutu. Il est également dès 1967 un acteur important du concours apporté par la France aux sécessionnistes biafrais du Nigeria, par livraisons d'armes et mercenaires interposés (dont Bob Denard et Jean Kay).

### Les méthodes et «réseaux Foccart»
Les méthodes de Jacques Foccart, extrêmement directives, visent à maintenir les chefs d'État des anciennes colonies françaises sous l'influence de l'ancienne métropole.
À l'instar des mouvements de Résistance qu'il a connus de l'intérieur, il met en place une structure centralisée et cloisonnée, de façon à en rester l'unique ordonnateur. Cette organisation en réseau est une organisation de terrain, entièrement tournée vers l'efficacité opérationnelle. Plusieurs centaines d'assassinats, y compris de « Français pro-FLN », ou d'attentats seront ainsi commandités durant la guerre d'Algérie.
Ces réseaux sont à la fois des réseaux de renseignement et d'action. Concernant l'information, ils puisent naturellement dans les rangs des services de renseignement, des services secrets et de la diplomatie, mais aussi dans ceux des hommes d'affaires et notables œuvrant localement (les « correspondants »). Pour l'action, aux côtés des services secrets sont fréquemment mobilisés des mercenaires.
Des membres du SDECE composent des Postes de liaison et de renseignement (PLR) placés auprès de chaque présidence africaine, souvent dans l’enceinte même du palais présidentiel, permettant de surveiller de près les chefs d’États amis.

### Ses autres missions
En plus de l'Afrique, il est chargé par de Gaulle à la fois du suivi des services secrets et des élections, et en particulier des investitures durant les années 1960. En collaboration avec les services secrets français, il planifiera un coup d'État pour renverser le panafricain Ahmed Sékou Touré, peu après l'indépendance de la Guinée, pour son « Non » au projet de communauté porté par le général de Gaulle, coup d'État déjoué et démantelé après que Sékou Touré fut alerté. Durant les campagnes électorales il fut accusé à plusieurs reprises d'utiliser barbouzes et blousons noirs contre les candidats de gauche. En 1969, pendant le bref passage d'Alain Poher à l'Élysée, il fut le seul haut fonctionnaire de la présidence à être immédiatement destitué, avant d'être remis en place par Georges Pompidou ; une commode qui permettait d'enregistrer les autres pièces du palais fut découverte. L'affaire fut dévoilée par Le Canard enchaîné et connue sous le nom de commode à Foccart.
Pour les opérations les plus délicates, comme la déstabilisation économique de la Guinée ou l'assassinat de l'opposant camerounais Félix-Roland Moumié, il fixe la doctrine du « feu orange » : si l'opération était révélée, le gouvernement n'en assurerait pas la responsabilité et le responsable était réputé avoir pris une initiative personnelle.
Il fut le cofondateur du Service d'action civique (SAC), service d'ordre et bras clandestin du mouvement gaulliste, qui sera finalement dissous en 1982 après la tuerie d'Auriol. Il est aussi à l'origine de la création de l'Union nationale inter-universitaire (UNI), mouvement universitaire créé à la suite de mai 68.

### Résidences
Foccart reçoit régulièrement les chefs d'État africains « amis », soit dans son appartement de la rue de Prony, dans le 17e arrondissement de Paris, soit dans la « case à fétiches », nom de son bureau dans les combles de sa villa Charlotte à Luzarches, au nord de Paris.

### Les archives Foccart
Foccart écrivait beaucoup et était très attaché à la conservation d'archives nombreuses pour éclairer l'Histoire et laisser une trace de ses actions. Ses archives sont particulièrement volumineuses : le fonds Foccart (410 mètres linéaires d’archives) est le plus important de tous les fonds archivistiques depuis la IIIe République (de 1870 à 1974).

### L'évolution de la Françafrique
Ce système d'influence de la France en Afrique, appelé couramment « Françafrique » par ses détracteurs - terme emprunté à Félix Houphouët-Boigny et repris par François-Xavier Verschave dans son ouvrage La Françafrique, le plus long scandale de la République - qu'il a fondé puis profondément installé, est encore en vigueur aujourd'hui, même si le rapport de forces s'est sensiblement équilibré du fait de la fin de la guerre froide[réf. nécessaire]. Il a en effet été poursuivi sous les présidences successives de Valéry Giscard d'Estaing (qui remplace Jacques Foccart, qu'il soupçonne d'être trop proche des gaullistes, mais garde son adjoint René Journiac, ancien magistrat dans les colonies), François Mitterrand, Jacques Chirac et Nicolas Sarkozy, chacun confirmant l'existence même de la cellule africaine de l'Élysée, indépendante des autorités du Premier ministre et du ministère des Affaires étrangères et confiant le pilotage de celle-ci à un proche. D'ailleurs, selon Gaspard-Hubert Lonsi Koko dans Mitterrand l'Africain ?, « le principe intangible qu’est la continuité de la politique africaine de la France s’était, dans le passé, imposé à tous les chefs d’État français, au point d’obliger François Mitterrand à reprendre le rapport sur la programmation militaire des années 1977-1982 conçu durant le septennat de Valéry Giscard d’Estaing et à utiliser notamment les mêmes réseaux mis en place par Jacques Foccart, le Monsieur Afrique successivement de Charles de Gaulle et de Georges Pompidou ». L'avocat d'affaires franco-libanais Robert Bourgi a prétendu succéder à Jacques Foccart mais ne faisait que la transmission de messages entre certains dirigeants africains et français et le « portage de valises ».

## Décorations
- Grand officier de la Légion d'honneur, remise par le président Jacques Chirac en 1995.
- Croix de guerre 1939-1945
- Médaille de la Résistance française avec rosette (24 avril 1946)[19]

## Dans la fiction
- 2009 : Adieu de Gaulle, adieu, joué par Jean-Marie Winling.